# Frederik Reiersen
Frederik Reiersen (født 24. marts 1715, død 7. september 1784 i Helsingør) var en dansk søofficer, bror til præsten Andreas Reiersen.
Han blev sekondløjtnant i Flåden 1737, premierløjtnant 1740, kaptajnløjtnant 1746, kaptajn 1753, kommandørkaptajn 1763, kommandør 1766 og schoutbynacht 1770.
1739 rejste han udenlands for at studere takkelvæsen og ansattes ved sin hjemkomst ved dette. 1743 overtog han takkelmesterforretningerne, som han bestyrede indtil 1766. Sidstnævnte år betroedes ham embedet som Holmens chef. Da marinebestyrelsen imidlertid 1767 gled ud af den duelige Frederik Danneskiold-Samsøes hænder, fulgte en yderst urolig og systemløs periode under Christian Conrad Danneskiold-Laurvig og Hans Henrik Rømeling, i hvis dispositioner Struensee ofte greb ind på den mest forstyrrende måde, og under hvilken Reiersen ikke færre end 3 gange afsattes og genindsattes i embedet. Han var således Holmens chef først fra 1766-68, dernæst 1770-71 og til sidst fra 1772 til sin endelige afgang fra tjenesten 1776. Christian Molbech giver ham det bedste skudsmål for dygtighed og retsindighed. Reiersen benyttedes også meget i forskellige kommissioner; han afgik som nævnt i marts 1776, bosatte sig senere (1782) i Helsingør og døde der 7. september 1784.
15. november 1752 havde han ægtet Bolette Christine Wium (1732 – 14. maj 1764).